# 헤리티지 (음악 그룹)
헤리티지(Heritage)는 2006년에 결성된 혼성 5인조(효식·철규·신희·희영·경선) 보컬 그룹이다.
2003년에 Mid-U demo CD라는 첫 앨범을 제작한 후 믿음의 유산이라는 이름으로 한국CCM 계에서 두각을 나타낸 헤리티지는 한국 음악계에 브라운 가스펠이라는 장르를 개척하고자 노력했다. 2005년 전까지 CCM계에서 활동해 오면서도 대중 가수들에게 그 실력을 인정받아, 각종 음반의 핏쳐링으로 참여하였고, 2005년도에 정식으로 가요계에도 진출한 명실상부한 몇 안되는 크로스오버 가수로 이름을 올렸다.
2003년 믿음의 유산 1집으로 데뷔해 총 3세 장의 정규 앨범을 발매하며 400회가 넘는 공연을 갖은 이들은 그동안 브라운 아이드 소울 2집, 플라이 투 더 스카이 7집, 박효신 4집, 다이나믹 듀오 3집, 비, 이승환 등 유명 가수들의 음반에 참여하기도 했다
최근에는 콰이어스쿨을 열어 블랙가스펠에 대한 이해를 돕고 있으며, 이들이 가르친 학생들을 주축으로 헤리티지 매스콰이어 라는 합창단을 조직하고 The Gospel이라는 이름으로 3장의 정규 앨범을 냄으로써 한국 워십 음악에 새로운 장르를 개척한 것으로도 평가되고 있다. 2010년도 남자의 자격에서 남격 합창단에 합류한 개그우먼 신보라가 이 매스콰이어 3기로 활동했으며, The Gospel 2집 앨범의 첫 번째 곡 솔로를 맡아 참여하였다.
헤리티지는 2011년도에 서바이벌 나는 가수다에서 임재범의 여러분을 피쳐링으로 참여하여 그 실력을 인정받은 바 있다.

## 구성원
| 이름 | 소개     |
| ---- | -------- |
| 효식 | - 김효식 |
| 철규 | 이철규   |
| 신희 | 이신희   |
| 희영 | 박희영   |
| 경선 | 이경선   |

## 출연 작품
- 2016년 블랙가스펠 2: 소울을 찾는 여정 가운데 만난 사람들 ... 우정출연
- 2022년 싱포골드 ... 우승